# Годоберинци
Годеберинци (рус. Годоберинцы, енгл. Godoberis) су нахско-дагестански народ који живи у сјеверним државама, а највећи број њих тренутно живи у Севернокавкаском федералном округу, у републици Дагестан, која је иначе највећа руска република на сјеверном Кавказу.

## Подручје и језик
Годоберински језик припада андијској подгрупи сјеверозападне (Авар-андо-дидојске) групе дагестанских језика. Постоје два дијалекта годоберинског језика - годоберински (рус. годоберинский) и зибирхалински (рус. зибирхалинский) дијалекат, који се прије свега између себе разликују у изговору. Не постоји годоберински писани језик, већ се користи аварски. Гледајући друге језике, језику Годеберинаца су најближи језици Чамалала и Ботлихца. Током вијекова неколико страних ријечи су ушле у рјечник Годоберинаца, и то прије свега из аварског, турског и арапског језика. Током двадесетог вијека руски језик је оставио најјачи утицај на годеберински језик, а читав друштвено-политички и технички рјечник позајмљен је из руског језика. Није било посебних истраживања о годоберинском језику и култури, иако је неке забиљешке направио грузијски истраживач Т. Гудава.
Годоберинци живе у планинама на сјеверозападу јужног Дагестана. Званична имена два села у којима живе су Годобери (на њиховом језику Гјуду) и Зибирхали (Шалу), који се налазе на лијевој обали ријеке Анди-Којсу, и поријеклом су из аварског језика. Сви сусједи Годоберинаца су говорници Андо-дидојске групе језика: Ботлихци на сјеверу, Андијци на истоку, и Багулали и Чамалали на југу. Западно од станишта Годоберинаца је територија Чеченије, где се говоре Нахски језици.
Не постоји писани језик, већ се користи аварско писмо. Аварски језик се користи у већини ситуација у редовној комуникацији, док се матерњим језиком служе само у кућама.

## Становништво
Први званични подаци о бројности Годоберинаца забиљежени су тек 1926. године, као и већина мањих сусједних народа у свим наредним пописима Годоберинци су пописивани као Авари. Сви следећи приближни подаци скупљени су током педесетих и шездесетих година.
Антрополошки, Годоберинци су најближи кавкаском типу балканско-кавкаске расе, мада као и остали мањи народи имају и особине карактеристичне за каспијску расу (релативно јака пигментација, мала лобања).
| Година | Број становништва    |
| ------ | -------------------- |
| 1926.  | 1 425                |
| 1958.  | 2 000 (Ј. Дешеријев) |
| 1967.  | 2 500 (Т. Гудава)    |

## Религија
Годоберици су муслимани (сунити). Ислам је дошао на ове просторе кроз арапска освајања у 8. и 9. вијеку. У исто вријеме, хришћанство је напредовало из Грузије. У конкуренцији између двије вјере побједио је ислам и био је потпуно консолидован на подручју слива ријеке Анди-Којсу у 16. - 17. вијеку. Паганске традиције Годоберинаца никада нису биле потпуно напуштене, већ су прилагођене муслиманским обичајима и практикују их све до данашњег дана.

## Култура
Материјална и интелектуална култура Годоберинаца подсјећа на културу Авара, једине разлике се огледају у традиционалној ношњи, обичајима и кућама. Главна посебност Годоберинаца је њихов језик. Не постоји званична теорија која би објаснила када и зашто су се Годоберинци развили у посебан народ. Поријекло Годоберинаца се не може објаснити теоријом територијалне изолације, јер су међу собом Андо-дидојски народи имали блиске везе и економски су сарађивали вијековима. Теорија која је постала популарна у последње вријеме упућује на то да је језичка разноликост слива ријеке Анди-Којсу настала као последица традиционалне ендогамије и/или полиструктурног политичког система.

## Историја
Годоберинци су, као и други народи из слива ријеке Анди-Којсу, повезани са Аварима, па се из тог разлога може сматрати да дијеле заједничку историју. Древни Грци и Римљани били су први који су споменули Аварију и њене аутохтоне народе. Почевши од 8. вијека, Аварија је привукла пажњу бројним страним освајачима (Арапима, Монголима и Татарима, Персијанцима, Турцима, Русима). Бројни ратови и борбе економски су ослабили Аварију и омели њен напредак. У 16. вијеку Годоберинци су формирали засебну политичку заједницу под називом „слободна заједница”, чији становници су само номинално зависили од Авара. Ова слободна заједница је организована у складу са феудално-патријархалним системом. Том заједницом је управљала скупштина заједнице („џамат”), која је бирала вијеће заједнице („чухби”) и сеоске судије („карте”). Те институције постале су у 18. вијеку насљедне. Вјерске проблеме је рјешавао „кади” (муслимански клерик), кога је именовао аварски Хан. Кади је такође имао право да суди људима према правилима шеријата (исламски закон о праву). Други Андо-дидојски народи су имали сличне слободне заједнице. Године 1806. године Аварија и Дагестан били су инкорпорирани у Руско царство, али је нова централна власт свој утицај успоставила тек 1860. година. Са новом управом дошло је до развоја нових комерцијалних и монетарних односа.
Период од 1917. до 1920. године је представљао веома компликован период у Дагестану за све народе који су живјели на овим просторима. У то вријеме неколико нових покрета настало је на основу три главна идеолошка кретања: национализам, религиозност и бољшевизам. Прве двије идеолошке групе су удружиле снаге са циљем националног ослобођења, и као свој циљ истицали слободу од совјетске власти. Упркос ослободилачком рату у трајању од четири године, 1920. године у Дагестану је успостављена совјетска власт, а Аутономна Република Дагестан је инкорпорирана у Совјетску Русију. Ипак, политичка напетост је опстала. У септембру 1920. године било је организовано још неколико устанка и један од центара незадовољства био је на територији Андо-дидојских народа. Међутим, као и прошли устанци и ратови, ови покушаји су заустављени. Наредни покрети отпора су организовани са појавом колективизације. Стабилност на овим просторима је постигнута је тек након Другог свјетског рата.

## Економија
Привреда Годоберинаца била је одређена њиховим окружењем. Планинска клима и пашњаци били су повољни за сезонско сточарство. Највише су узгајали овце, али су поред оваца узгајали, али у мањој мјери, и коње и говеда (као радну стоку). Обрађивање земље није било од велике важности за Годоберинце, јер је обрадиве земље било мало и била је тешка за обраду. Годоберинци су, слично својим суседима, узгајали за своје потребе пшеницу и раж. У 19. вијеку су почели да узгајају и кромпир. Годоберинци су успоставили блиске трговинске односе са другим Андо-дидојским народима који живе у сливу ријеке Анди-Којсу.

### Школство
У периоду од 1920. до 1930. година Годоберинци су били под великом притиском централних власти. Касније су коришћена суптилнија и индиректнија средства, али једнако ефикасна. Значајну улогу у овом процесу одиграо је совјетски образовни и школски систем, који је као секундарни циљ имао ширење совјетске идеологије. Годоберинци немају националне школе у којима би учили свој језик. У недостатку школа, совјетима је било лако да наметну совјетски режим. За првих пет година школовања користи се аварски језик, након кога се та настава настављала на руском језику. Наравно, ово је имало негативан утицај на употребу матерњег језика. Данас Годоберинци матерњи језик говоре само у својим домовима. Млађе генерације су изгубиле све везе са својим обичајима, који се сматрају обавезном рутином, а не саставним делом националног идентитета. Како нестаје годоберинска традиција, то се све више шире совјетски обичаји и европске навике живота (одјећа, кућни апарати, архитектура, храна). Породични односи пролазе кроз дубоке промјене, уз распад бивше заједнице и замјену великих породица малим. Напуштање ендогамије довело је до пораста броја мјешовитих бракова, а миграција у градове такође је у порасту.